# Tingbog
En tingbog er den del af det danske tinglysningssystem, hvor ejerskab af fast ejendom er opført. Tingbøger føres i dag i Danmark digitalt af Tinglysningsretten, der er beliggende i Hobro. I Tinglysningsretten er om hver enkelt ejendom registreret oplysninger om bl.a. ejendommens areal og opførelsesår, ejerforhold og oplysninger om eventuelle servitutter, pantehæfteler og udlæg. 
Til registreringen i tingbogen knytter sig desuden et registreringssystem, med elektroniske kopier af dokumenter indført i tingbogen kan ses.
Oprindeligt blev tingbogen ført i papirudgaver i den retskreds i Danmark, hvor den faste ejendom var beliggende. Hver enkelt ejendom havde sin egen side på papir i tingbogen med forskellige rubrikker for adkomst, byrder og hæftelser. I løbet af 1990'erne blev tingbøgerne digitaliseret og i 2009 blev oprettet et særligt domsstolsorgan, Tinglysningsretten i Hobro, der fører én elektronisk tingbog for alle ejendomme beliggende i Danmark. 
En udskrift af tingbogen kaldes en tingbogsattest. 